# Brown Point (udde i Australien, South Australia)
Brown Point är en udde i Australien. Den ligger i delstaten South Australia, omkring 110 kilometer väster om delstatshuvudstaden Adelaide.
Runt Brown Point är det mycket glesbefolkat, med 2 invånare per kvadratkilometer.. Närmaste större samhälle är Minlaton, omkring 13 kilometer öster om Brown Point.
Trakten runt Brown Point består till största delen av jordbruksmark. Genomsnittlig årsnederbörd är 583 millimeter. Den regnigaste månaden är juni, med i genomsnitt 111 mm nederbörd, och den torraste är januari, med 12 mm nederbörd.